# Румац, Йосип
Йосип Румац (хорв. Josip Rumac, род. 26 октября 1994, Риека) — хорватский шоссейный велогонщик.

## Карьера
Многократный чемпион Хорватии в групповой и индивидуальной гонках. Участник чемпионатов мира.
В 2013 году принял участие в Средиземноморских играх. На них выступил в групповой и индивидуальной гонках.
В 2019 году стартовал на Джиро ди Ломбардия.
В 2020 году выступил на чемпионате Европы. На нём он занял 21-е место в групповой гонке.. Через месяц стал 18-м на Туре Венгрии. После этого проехал Тиррено — Адриатико и первый гранд-тур Джиро д’Италия
В 2021 году была включена в состав сборной Хорватии для участия в летних Олимпийских играх в Токио. На Играх она выступила в групповой гонке.

## Достижения

### Шоссе
2011
 Чемпион Хорватии — групповая гонка U19
 Чемпион Хорватии — индивидуальная гонка U19
2012
2-й на Гран-при Арно
3-й на Джиро дель Мендризио U19
 Чемпионат мира — групповая гонка U19
2014
2-й на Чемпионат Хорватии — индивидуальная гонка
2015
 Чемпион Хорватии — групповая гонка U23
2-й на Чемпионат Хорватии — групповая гонка
9-й на Чемпионат Европы — групповая гонка U23
2016
 Чемпион Хорватии — групповая гонка U23
2-й на Чемпионат Хорватии — групповая гонка
2-й на Чемпионат Хорватии — индивидуальная гонка U23
3-й на Джиро дель Бельведере
2017
 Чемпион Хорватии — групповая гонка
2018
 Чемпион Хорватии — индивидуальная гонка
2019
 Чемпион Хорватии — групповая гонка
 Чемпион Хорватии — индивидуальная гонка
2020
 Чемпион Хорватии — групповая гонка
 Чемпион Хорватии — индивидуальная гонка

### Велокросс
2009-2010
 Чемпион Хорватии среди кадетов

## Статистика выступления наГранд-турах
| Гонка / Год     | 2020 |
| --------------- | ---- |
| Джиро д'Италия  | 99   |
| Тур де Франс    | —    |
| Вуэльта Испании | —    |

## Рейтинги
| Год                 | 2013  | 2014  | 2015  | 2016  | 2017  | 2018   | 2019  | 2020  | 2021   |
| ------------------- | ----- | ----- | ----- | ----- | ----- | ------ | ----- | ----- | ------ |
| Мировой рейтинг UCI |       |       |       | 697-й | 689-й | 1031-й | 515-й | 226-й | 1534-й |
| Европейский тур UCI | 844-й | 547-й | 359-й | 425-й | 417-й | 640-й  | 393-й | 188-й | 1077-й |
| Африканский тур UCI | -     | -     | -     | -     | 254-й | -      |       |       |        |
|                     |       |       |       |       |       |        |       |       |        |
| Источник: UCI       |       |       |       |       |       |        |       |       |        |